# Alfonso de Cabrera
Alfonso o Alonso de Cabrera fue un escritor y orador sagrado dominico español nacido en Córdoba en 1549 y muerto en 1598 en Madrid.

## Biografía
Alfonso hijo de familia noble abrazó la carrera religiosa en la Orden de Predicadores, fue a predicar la Fe a las Américas, y de regreso a su patria explicó públicamente teología.
Alfonso destacó por encima de todo en la elocuencia, uno de los mejores oradores de su tiempo, predicando en Sevilla, Córdoba, Granada, Valencia, Toledo y en la misma corte, siendo nombrado predicador de Felipe II de España y Felipe III de España.
Alfonso con su hermano monje de la Orden de San Jerónimo, maestro en teología Fray Pedro de Cabrera convinieron formar una colección de sermones para todo el año Alfonso y Pedro unos comentarios sobre la Summa Theologiae de Santo Tomás de Aquino.
Como orador destacó por su voz clara y suave, ademán propio y expresivo, estilo correcto, lenguaje siempre puro, cuando convenía espléndido y magnífico, erudicción oportuna, sentencias graves y provechosas y gran celo y fervor.
Fray Pedro Cabrera, hermano de Alfonso, publicó algunos de sus doctos escritos teólogicos, como los siguientes: In tertiam partem D. Thoame Commentariorum..., Córdoba, 1602, en fólio; De sacramentis in generis,..., Madrid, 1611 y en manuscrito De Sacramento Eucharistiae.

## Obra
- Consideraciones sobre los Evangelios..., Córdoba, 1601.
- Sermón que predicó en las honras de Felipe II en Madrid,...,
- Sobre los Evangelios del adviento y dominicas hasta la septuagésima..., Barcelona, 1609.
- Tratado de los escrúpulos y sus remedios, Valencia, 1599.